# Municipio Mariño (Sucre)
Mariño es uno de los 15 municipios del Estado Sucre, Venezuela. Está ubicado al este de ese Estado en la Península de Paria, tiene una superficie de 469 km² y una población (censo 2011) de 24 420 habitantes. Su capital es Irapa.
La principal actividad económica del municipio es la pesca, aunque también hay plantaciones significativas de cacao, maíz y café este último la zona montañosa.

## Geografía
Se puede dividir geográficamente en dos áreas: la zona norte, de tipo montañosa, en la cual se encuentra el parque nacional Península de Paria; y la zona sur, que es una planicie que se extiende hasta las costas del golfo de Paria, en el océano Atlántico. La región occidental de las planicies es fundamentalmente cenagosa. La temperatura promedio anual es de unos 27 °C, con precipitaciones anuales de 1600 mm. La estación lluviosa se extiende de mayo a diciembre.
Destaca en la población de Irapa la majestuosa iglesia ubicada en la plaza Mariño. Esta iglesia fue restaurada en el año 1991, y en su arquitectura se pueden apreciar características de estilo gótico. Irapa es un pueblo de contrastes, donde la mezcla de razas y la influencia antillana son una constante.

### Parroquias
- Parroquia Irapa
- Parroquia Campo Claro
- Parroquia Marabal
- Parroquia San Antonio de Irapa
- Parroquia Soro

## Política y gobierno

### Alcaldes
| Período     | Alcalde                   | Partido político / Alianza | % de votos | Notas |
| ----------- | ------------------------- | -------------------------- | ---------- | --- |
| 1989 - 1992 | Isnaldo González Aguilera | AD                         | 68,31      | Primer alcalde bajo elecciones directas |
| 1992 - 1995 | Isnaldo González Aguilera | AD                         | 42,92      | Reelecto |
| 1995 - 2000 | José Miguel Barreto       | AD                         | -          | Segundo alcalde bajo elecciones directas (se realizaron elecciones generales adelantadas en el 2000 debido a la aprobación de la Constitución de 1999) |
| 2000 - 2004 | José Miguel Barreto       | AD                         | 51,20      | Reelecto |
| 2004 - 2008 | Luis Manuel Villegas      | MVR                        | 49,26      | Tercer alcalde bajo elecciones directas |
| 2008 - 2013 | Luis Manuel Villegas      | PSUV                       | 58,97      | Reelecto (se postergan 1 año las elecciones municipales pautadas para finales del 2012)                                                                |
| 2013 - 2017 | Luis Manuel Villegas      | PSUV                       | 42,41      | Reelecto |
| 2017 - 2021 | Erasmo Font               | PSUV                       | 46,01      | Cuarto alcalde bajo elecciones directas |
| 2021 - 2025 | Raul Leon                 | PSUV                       | 65,62      | Quinto alcalde bajo elecciones directas |

### Concejo municipal
Período 1989 - 1992
| Concejales:              | Partido político / Alianza |
| ------------------------ | -------------------------- |
| Jesús Antonio Martínez   | AD                         |
| Freddy García            | AD                         |
| Carlos López Kramer      | AD                         |
| Fidel Betancourt         | AD                         |
| Leopordo Yaldez Aceituno | AD                         |
| Narciso Velásquez        | COPEI                      |
| Robinson Aguilera        | COPEI                      |

Período 1992 - 1995
| Concejales:            | Partido político / Alianza |
| ---------------------- | -------------------------- |
| Rafael Brady           | AD                         |
| Freddy García          | AD                         |
| Julio Cedeño           | AD                         |
| Jesús Antonio Martínez | AD                         |
| Robinson Aguilera      | COPEI                      |
| Narciso Velásquez      | COPEI                      |
| Victor Mujica          | NGD                        |

Período 1995 - 2000
| Concejales:         | Partido político / Alianza |
| ------------------- | -------------------------- |
| Guillermo Mendoza   | AD                         |
| Carlos López Kramer | AD                         |
| Julio Cedeño        | AD                         |
| Orlando Aguilar     | AD                         |
| Eugenio Brito       | AD                         |
| Oswaldo Mass        | MAS                        |
| Jesus Villegas      | COPEI                      |

Período  2013 - 2018:
| Concejales          | Partido político / Alianza |
| ------------------- | -------------------------- |
| Jose Domínguez      | PSUV                       |
| Cruz Acuña          | PSUV                       |
| Cleotilde Ramírez   | PSUV                       |
| Amarilla Villarroel | PSUV                       |
| Guillermo Mendoza   | MUD                        |
| Jose Marcano        | MUD                        |
| Julio César Márquez | MUD                        |

Período 2018 - 2021
| Concejales           | Partido político / Alianza |
| -------------------- | -------------------------- |
| Linda Quijada        | PSUV                       |
| Roberto Cañonez      | PSUV                       |
| Marlenis Rodríguez   | PSUV                       |
| José Gregorio García | PSUV                       |
| Eneyvis Aguilera     | PSUV                       |
| Pedro Duque          | PSUV                       |
| Ciro Guerra          | MAS                        |

Período 2018 - 2022
| Concejales        | Partido político / Alianza |
| ----------------- | -------------------------- |
| Dionicio Espinoza | PSUV                       |
| Belkis Montilla   | PSUV                       |
| Plairis González  | PSUV                       |
| Ramfis Aguilera   | PSUV                       |
| Jose Rodríguez    | PSUV                       |
| Maurilys Urbano   | PSUV                       |
| Zoraida Valdez    | PSUV                       |